# Найробі (аеропорт)
Міжнародний аеропорт Джомо Кеніата (англ. Jomo Kenyatta International Airport (IATA: NBO, ICAO: HKJK)) — міжнародний аеропорт у Найробі, столиці і найбільшому місті Кенії. Розташовано у передмісті Ембакасі за 15 км NE від центрального ділового району Найробі. Спочатку мав назву аеропорт Ембакасі, назву було змінено в 1978 році на честь Джомо Кеніата, першого президента та прем'єр-міністра Кенії. Аеропорт обслуговував понад 7 мільйонів пасажирів у 2016 році, що робить його сьомим за пасажирообігом у Африці.
Аеропорт є хабом:
- Kenya Airways
- Jambojet
- Fly540
- African Express Airways

## Історія
Офіційне відкриття Аеропорту Ембакасі відбулося 9 березня 1958 року. Церемонію мала очолювати королева-мати Єлизавета Боуз-Лайон, проте в цей же час вона перебувала в Австралії і не змогла взяти участь у церемонії, тому аеропорт Найробі урочисто відкрив останній кенійський губернатор метрополії сер Евелін Берінг.
В 1964 році Кенія здобула незалежність, після чого повітряна гавань була перейменована на Міжнародний аеропорт Найробі. В 1972 році Світовий банк схвалив виділення кредиту на програму модернізації і розширення аеропортової інфраструктури, що включає спорудження нового пасажирського терміналу, будівництво першого вантажного терміналу, нових рульових доріжок, будівель поліцейської та пожежної служб, а також реконструкцію під'їзних автомобільних доріг до терміналів. Загальна вартість проекту склала 29 мільйонів доларів США (111 818 078 доларів в перерахунку на ціни серпня 2013 року). 14 березня 1978 був введено в експлуатацію нині діючий пасажирський термінал, на чолі урочистої церемонії відкриття знаходився президент країни Джомо Кеніата.. 22 серпня 1978 року порт перейменували на честь першого президента Кенії.
5 серпня 2013 року в магістральному паливопроводі аеропорту утворилася повітряна пробка. Внаслідок цього порт був закритий на прийом і відправлення всіх літаків, близько тисячі пасажирів були розміщені на ночівлю у сусідніх готелях. На ранок наступного дня проблема була усунена і аеропорт запрцював у штатному режимі.
7 серпня 2013 року в імміграційній зоні залу вильоту виникла сильна пожежа, що швидко поширилася на зал прильоту міжнародних ліній. Аеропорт був закритий, повітряні судна які прибувають у Найробі перенаправлені до інших аеропортів Кенії, головним чином до Момбаси.

## Термінали
Аеропорт має два термінали. Термінал 1 побудовано напівколом і має поділ на конкорси: 1A, 1B, 1C та 1E використовуються для міжнародних рейсів, тоді як термінал 1D використовується для внутрішніх рейсів. Термінал 2 використовується бюджетними перевізниками. Старий термінал, розташований на північній стороні злітно-посадкової смуги, використовується ВПС Кенії і іноді називається аеропортом Старе Ембакасі.
Дані КАА свідчать, що термінал 1-А аеропорту має місткість 2,5 мільйона пасажирів Уряд Кенії планує що аеропорт прийматиме понад 25 мільйонів пасажирів щорічно до 2025 року після розширення терміналів JKIA. В 2016 році JKIA прийняв понад 70 відсотків загального пасажирообігу у країні. Через нього також пройшло понад 7 мільйонів пасажирів. Внутрішні авіаперевезення аеропортом склали 40% загального пасажирообігу в 2016 році

## Авіалінії та напрямки

### Пасажирські
| Авіакомпанія                  | Пункт призначення |
| ----------------------------- | --- |
| African Express Airways       | Бербера, Дубай, Галькайо, Харгейса, Могадішо, Шарджа |
| Air Arabia                    | Шарджа |
| Air France                    | Париж-Шарль де Голль |
| Air India                     | Мумбай |
| Air Mauritius                 | Маврикій |
| British Airways               | Лондон-Хітроу |
| China Southern Airlines       | Чанша, Гуанчжоу |
| Daallo Airlines               | Могадішо |
| EgyptAir                      | Каїр |
| Emirates                      | Дубай |
| Ethiopian Airlines            | Аддис-Абеба |
| Etihad Airways                | Абу-Дабі |
| Fly540                        | Ельдорет, Гома-Бей, Джуба, Кісуму, Ламу, Лодвар, Момбаса, Занзібар |
| Jambojet                      | Ельдорет, Ентеббе, Кігалі, Кісуму, Малінді, Могадішо, Момбаса, Укунда |
| Jubba Airways                 | Могадішо |
| Kenya Airways                 | Абіджан, Аккра, Аддис-Абеба, Амстердам, Антананаріву, Бамако, Бангкок–Суварнабхумі, Бангі, Блантайр, Браззавіль, Бужумбура, Кейптаун, Дакар, Дар-ес-Салам, Джибуті, Дубай, Дзаудзі, Ентеббе, Фрітаун, Женева, Гуанчжоу, Хараре, Йоганнесбург, Джуба, Хартум, Кігалі, Кіліманджаро, Кіншаса, Кісуму, Лагос, Лібревіль, Лілонгве, Лівінгстон , Лондон-Хітроу, Луанда, Лубумбаші, Лусака, Сейшели, Малінді, Мапуто, Маврикій, Момбаса, Монровія, Мороні, Мумбай, Нампула, Ндола, New York–JFK, Париж–Шарль де Голль, Рим-Ф'юмічіно, Вікторія-Фолз, Яунде, Занзібар |
| KLM                           | Амстердам |
| LAM Mozambique Airlines       | Дар-ес-Салам, Мапуто, Пемба |
| Lufthansa                     | Франкфурт |
| Malawian Airlines             | Лілонгве |
| Oman Air                      | Маскат |
| Precision Air                 | Дар-ес-Салам, Кіліманджаро, Занзібар |
| Qatar Airways                 | Доха |
| RwandAir                      | Ентеббе, Кігалі |
| Saudia                        | Джидда |
| South African Airways         | Йоганнесбург |
| Swiss International Air Lines | Цюрих |
| Turkish Airlines              | Стамбул |
| Uganda Airlines               | Ентеббе |

### Вантажні
| Авіакомпанія               | Пункт призначення                                                       |
| -------------------------- | ----------------------------------------------------------------------- |
| Air France Cargo           | Париж-Шарль де Голль                                                    |
| Astral Aviation            | Дар-ес-Салам, Ентеббе, Джуба, Кігалі, Лондон-Станстед, Могадішо, Мванза |
| Cargolux                   | Амстердам, Люксембург, Маастрихт                                        |
| EgyptAir Cargo             | Каїр                                                                    |
| Emirates SkyCargo          | Дубай-аль-Мактум, Маастрихт                                             |
| Lufthansa Cargo            | Франкфурт, Йоганнесбург                                                 |
| Martinair                  | Амстердам, Йоганнесбург                                                 |
| Network Airline Management | Донкастер-Шеффілд, Лондон-Станстед                                      |
| Qatar Airways Cargo        | Брюссель, Доха                                                          |
| Saudia Cargo               | Амстердам, Джидда, Маастрихт                                            |
| Silk Way Airlines          | Баку, Лондон-Станстед, Маастрихт                                        |
| Singapore Airlines Cargo   | Амстердам, Шарджа, Сінгапур                                             |
| Turkish Airlines Cargo     | Ентеббе, Стамбул-Ататюрк, Хартум, Кіншаса, Маастрихт                    |